# Zacpetén
Zacpeten è un sito archeologico costruito dalla civiltà Maya, situato nella regione settentrionale del Guatemala. La città riuscì a mantenersi indipendente per un certo periodo, quando gli spagnoli giunsero in mesoamerica.
Il sito venne occupato sporadicamente per lunghi periodi. I primi abitanti giunsero nella zona nel periodo medio pre-classico (1000 - 300 a.C.). Dopo l'abbandono avvenuto nel tardo pre-classico, il sito venne ripopolato dal 600 al 950 circa. Dopo un secondo abbandono venne ripopolato dai Maya Ko'woj, che riuscirono a mantenersi indipendenti dopo l'arrivo degli spagnoli fino al 1697.

## Caratteristiche
Il gruppo A è il centro architetturale del sito e il suo punto principale del nucleo cerimoniale. Il gruppo contiene due sale aperte e un piccolo sacbé che passa attraverso la piazza e separa le due sale.
Il gruppo B include un gruppo cerimoniale che venne riutilizzato dagli occupanti di Zacpeten nel periodo post-classico. La scrittura sul monumento e l'aspetto del gruppo B suggerisce un collegamento culturale con Tikal, un centro regionale importante situato 25 km a nord di Zacpeten.
Nel periodo del tardo post-classico la popolazione si distribuì in quattro dei cinque gruppi della penisola. I gruppi D ed E sono gruppi residenziali mentre i gruppi A e C sono in prevalenza costituiti da costruzioni cerimoniali in stile Ko'woj. Lo stile è formato da un assemblaggio di templi con reliquie che si affacciano su un tempio, la cui facciata è rivolta ad ovest. Questa variante specifica si trova nei siti del bacino centrale di Petén, tra cui Topoxté e Muralla de Leon.
L'architettura cerimoniale al di fuori di Zacpeten segue stili diversi. Per esempio, i gruppi cerimoniali della Chichén Itzá del tardo post-classico non includono templi formali.